# Casa a l'avinguda de l'Assumpció de Nostra Senyora, 7 (Bellvei)
La Casa a l'avinguda de l'Assumpció de Nostra Senyora, 7 és una obra eclèctica de Bellvei (Baix Penedès) inclosa a l'Inventari del Patrimoni Arquitectònic de Catalunya.

## Descripció
Edifici d'una sola planta amb una torre a l'esquerra.
La planta consta de porta d'accés de forma rectangular i de dues finestres rectangulars amb reixat col·locades a la dreta. A sobre hi ha una cornisa i balustrada. La torre té dos pisos. Als baixos presenta una finestra de dues obertures aparellades amb reixat. Tres cornises separen la planta baixa del pis superior, que té una finestra rectangular. Com a remat hi ha una barana amb motius gòtics sostinguda per unes cartel·les. Totes les obertures presenten una decoració a base de carreus en relleu i un petit trencaaigües. Tota la façana està decorada amb carreus dibuixats i pintada en dues tonalitats de rosa.

## Història
Una fotografia del 1954-1955 mostra l'edifici tal com és avui.